# Hardstyle
L'hardstyle è un genere che deriva dalla musica techno hardcore.

## Storia
La musica hardstyle nasce poco prima del 2000 con forti influenze dalla musica hard trance e hardcore.
Il genere è evoluto e molto seguito nei paesi del nord europa come i Paesi Bassi e Germania.
Le prime produzioni che possiamo catalogare come hardstyle nascono proprio in questi anni nei Paesi Bassi, che prima proponevano Hardcore e Oldschool, cominciano a proporre questa ulteriore evoluzione che si differenziava proprio per la differenza dei battiti, più lenti rispetto al genere padre, che la rende similare alla Hardcore/Hard trance. La Q-Dance ha coniato il termine Hardstyle nel mondo il 4 luglio del 2002.
In Italia il primo esempio di musica techno hardstyle è il singolo creato da Dj Zenith vs. Avex dj  intitolato I'm Your Deejay, uscito nella primavera del 2001 sotto etichetta musicale Trance Communications Records. Di Particolare rilievo nello stesso periodo le produzioni dell'etichetta Sigma Records fondata da Jimmy The Sound, Super Marco May e Yago The Dominator e tutte le produzioni del team Saifam Records capitanate da Technoboy alias Cristiano Giusberti e Tuneboy alias Antonio Donà. Djs come Daniele Mondello, Vortex, Zatox, Tatanka, Activator, Bruno Power aka The Nastyboyz, Davide Sonar & Julian Dj anche conosciuti come Analogic Disturbance, Trance Generators, [],hanno contribuito all'espansione del genere in modo fondamentale.
Nei Paesi Bassi molti produttori Hardcore tra cui The Prophet, Dj Isaac, Zany, Lady Dana, Dj Luna, Pavo, Dj Pila, Beholder & Balistic (nomi hardstyle dei noti dj Hardcore Neophyte e Panic), cominciano a produrre e proporre a mano a mano questi dischi innovativi che per certi versi erano ancora inizialmente molto vicini alla musica suonata finora, mentre il movimento gabber e oldschool stava perdendo colpi in favore di nuove tendenze hardcore mainstyle. Pur essendo nata da grosse influenze hardcore, l'hardstyle si differenzia molto. Con tendenze hardcore ormai divise tra main e industrial, l'hardstyle ha invece mantenuto negli anni una ritmica meno veloce, partendo da 135 bpm e salendo negli anni fino ad arrivare a 150, talvolta con un buon spazio a melodie avvolgenti e particolarmente potenti e orecchiabili che vorrebbero ricordare la vecchia hard techno e hard trance, ma con melodie meno elaborate e più definite.
Da ricordare i fratelli olandesi Walt & Sjoerd Janssen, il primo noto come Dj Walt, il secondo Dj Duro, che insieme formano il duo di successo Showtek, che secondo un recente sondaggio Q-dance (una delle più importanti imprese per l'organizzazioni di eventi hardstyle/hardcore e generi limitrofi), sono i produttori del miglior disco Hardstyle di sempre: FTS (Fuck The System) uscito nel 2007. Nel 2012 decidono di cambiare genere passando alla cosiddetta electronic dance music, più nota col nome EDM, riuscendo a riscuotere anche lì enorme successo.
L'Italia vanta molti produttori hardstyle come Express Viviana, Zatox, Tatanka, Technoboy, Activator, Tuneboy, The R3belz, Francesco Zeta, Doctor Zot, Stephanie, Kronos e molti altri che producono sulle migliori etichette discografiche italiane hardstyle: Unite, Activa, Zanzatraxx, Saifam, Titanic, BLQ, Djs United, Kattiva, Sigma.
In Germania si possono trovare i veri precursori del genere hardstyle, fra questi possiamo citare Warmduscher, Hennes & Cold (in seguito il solo Cold, vero nome Kai Winter produrrà con lo pseudonimo Derb) o gli artisti più tendenti verso l'Hard trance come Scot Project su etichetta Druck Records e Overdose Records, Cosmic Gate, Kai Tracid e A.S.Y.S. questi ultimi due sulla nota etichetta Tracid Traxx.
Degni di menzione per la musica tedesca sono Gary D, Arne LII, Dj Mirko Milano, Blutonium Boy e i famosissimi Brooklyn Bounce
Per la Svizzera i nomi da ricordare sono quelli di Max B. Grant che ha partecipato al Qlimax nel 2003 e il produttore Philippe Rochard.

## Sottogeneri
L'hardstyle si divide in due categorie: la Early e il Nu-style (euphoric e rawstyle).
La Early è l'hardstyle originale (2001-Presente) 
caratterizzata da melodie semplici fatte quasi interamente di bassi o screech e la cassa ha un suono più grasso grazie ai bassi profondi e al punch poco accentuato. I brani venivano registrati per i primi tempi, a 135 bpm, poi 140, poi 145 e 150 (circa).
Il Nu-style invece è la categoria nata nei giorni nostri, generata dall'old school attorno al 2005-2006 dove è stato proposta per la prima volta nei grandi eventi come Qlimax e Sensation Black. È molto diverso dalla Oldschool pur avendone conservato certe caratteristiche come gli screech tipici di intro e outro nelle canzoni, anche se più forti e accentuati, e la tipologia di cassa che alcuni producer ancora usano in alcuni brani.
I kick sono molto più distorti e compressi rispetto al passato, vengono usati tipici lead dance e trance, più complessi del mondo dance ma meno di quello trance, in più vengono usate molto nella parte che tende verso il ritornello principale parti cantate e/o assoli di piano o archi. La velocità in serata varia da un minimo di 150 ad un massimo di 160 bpm.
Nell'ultimo periodo si è vissuto un ulteriore cambiamento in questo genere musicale, con la creazione di due sottogeneri:
Il primo, caratterizzato da un uso di melodie più euforiche e l'incremento dell'uso dei vocal, chiamato per l'appunto Euphoric, che ha come principali esponenti Wildstylez, Headhunterz (noti anche per la loro coppia Project One), Brennan Heart, Code Black, Frontliner, Da Tweekaz, D-Block & S-Te-Fan, Coone, Noisecontrollers, Max Enforcer (anche conosciuto come Evil Activities nell'ambito Hardcore), Technoboy e Tuneboy (conosciuti anche come TNT).
Il secondo, portato avanti da artisti come Delete, E-Force, Deetox, B-Front, Sub Zero Project, Zatox, Crypsis (alter ego del dj hardcore Crucifier), Ran-D & Adaro (che insieme formano i Gunz 4 Hire), High Voltage (alter ego del dj hardcore Nosferatu), The R3belz, Typhoon, Titan, Dj Thera (conosciuto ai tempi come Brennan & Heart, in coppia con Brennan Heart), è la cosiddetta "rawstyle". In questo sottogenere musicale la cassa fa da protagonista, essa viene quindi accentuata e posta in rilievo, prevalgono melodie più cupe e l'uso massiccio di screech, rendendo le produzioni più grevi rispetto al resto del genere.

## Eventi
I più famosi sono soprattutto il Qlimax, che si tiene ogni anno nei Paesi Bassi, e il Defqon.1 (di cui dal 2009 al 2018 anche in Australia) che ogni anno attirano decine di migliaia di appassionati al genere provenienti da ogni parte del mondo. Altri eventi di rilevanza sono: Hard Bass, Reverze, Intents Festival, The Qontinent, Q-Base (fino al 2018), Decibel Outdoor Festival, Thrillogy e Bassleader. 
I festival dedicati esclusivamente alla rawstyle sono Supremacy, Raw op je dak (organizzati dalla promotion hardcore Art Of Dance), Loudness e Qapital. Il genere viene proposto anche in festival hardcore come il Dominator (dal 2010) e al Masters of Hardcore (dal 2013).
In Italia, sono diverse le organizzazioni che creano eventi di grossa portata ed in particolare le più importanti sono: Blubay, Shock, Insound, Dorian Gray, Sonic Solution, Dylan. I festival più importanti sono E-Mission, Legend Summer Festival e Warning.
Dal 2023 anche Reload Music Festival, manifestazione che si svolge nel mese di marzo nella città di Torino, con il suffisso RELOAD XTREME o per meglio semplificare RELOAD X, ha sottolineato la scelta di virare totalmente sulla Hard dance, divenendo già dalla prima edizione il Festival italiano hard-dance (indoor) più grande e rilevante del genere.